# Decapterus kurroides
Decapterus kurroides és un peix teleosti de la família dels caràngids i de l'ordre dels perciformes.

## Morfologia
Pot arribar als 45 cm de llargària total.

## Distribució geogràfica
Es troba des de les costes de l'Àfrica oriental fins a les Filipines, sud del Japó i sud d'Austràlia Occidental.